# Dendropsophus amicorum
Espèce
Synonymes
- Hyla amicorum Mijares-Urrutia, 1998

Statut de conservation UICN

 CR B1ab(iii) : 
En danger critique
Dendropsophus amicorum est une espèce d'amphibiens de la famille des Hylidae.

## Répartition
Cette espèce est endémique du Venezuela. Elle se rencontre vers 1 250 m d'altitude sur le Cerro Socopó dans l'État de Falcón,.

## Description
Le spécimen adulte mâle observé  lors de la description originale mesure 22,6 mm de longueur standard.

## Étymologie
Le nom spécifique amicorum vient du latin amicorum, des amis, en l'honneur de tous les gens qui ont travaillé ou soutenu le descripteur.

## Publication originale
- Mijares-Urrutia, 1998 : A new species of treefrog (Amphibia: Hylidae: Hyla) from a Western Venezuela cloud forest. Revista Brasileira de Biologia, vol. 58, no 4, p. 659-663 (texte intégral).